# Steinach (Fürth)
Steinach (ⓘ, fränkisch: „Schdainach“) ist ein Gemeindeteil der kreisfreien Stadt Fürth im bayerischen Regierungsbezirk Mittelfranken. Steinach liegt in der Gemarkung Sack.

## Geografie
Das Dorf liegt vier Kilometer nördlich des historischen Fürther Stadtkernes direkt unter der Einflugschneise des Nürnberger Flughafens. Nordöstlich des Ortes verläuft bei dem Industriegebiet Schmalau die Grenze zu Nürnberg, westlich fließt der Bucher Landgraben, ein linker Zufluss der Gründlach.
Eine Gemeindeverbindungsstraße verläuft nach Stadeln zur Kreisstraße FÜs 5 (1,2 km westlich) bzw. nach Schmalau (0,6 km östlich). Eine weitere Gemeindeverbindungsstraße verläuft zur Kreisstraße FÜs 7 (0,4 km nördlich), die wiederum zu einer Anschlussstelle der Bundesautobahn 73 (0,3 km westlich) führt.

## Geschichte
1326 wurde der Ort als „Steinach“ erstmals urkundlich erwähnt, als Gottfried von Brauneck seine Güter aus dem Erbe der Reichsministerialen von Gründlach im Ort an die Burggrafschaft Nürnberg verkaufte. Der Ortsname leitet sich von Stein mit angehängtem Kollektivsuffix -ach ab und bedeutet demnach steinige Gegend.

### Schloss
Das Schloss wurde als ländlicher Barockbau von 1659 bis 1661 vom Nürnberger Ratskonsulenten Valentin Kötzler (1499–1564) errichtet, als zweigeschossiger Hauptbau, dessen Obergeschoss teilweise noch aus verputztem Fachwerk bestehen soll, mit westlich angebautem Treppenturm und mächtigem Satteldach, dessen Ostseite ein Zwerchhaus und zwei stehende Gauben hat. Die noch erhaltene Ummauerung zeigt den Kernbereich des ehemaligen Herrschaftssitzes an. Das große Einfahrtstor aus rustizierten Quadern zeigt sich  in der auf einem Stich von 1662 überlieferten Form.
1611 gehörte der Herrensitz bereits Bartholomäus Pömer (1561–1621), doch wurde er im 30-jährigen Krieg vermutlich im September 1632 von kaiserlicher Soldateska zerstört. 1658 erwarb der Nürnberger Reichsschultheiß Burkhard Löffelholz (1599–1675) das Landgut Steinach nach einem längeren Prozess von den Pömerschen Erben und begann im Jahr darauf mit dem Bau des jetzigen Schlosses. Mit Georg Christoph Löffelholz (1677–1738) erlosch die Steinacher Linie. Ihre Nachlass-Stiftung verwalteten bis 1776 die Haller von Hallerstein.
Helena Maria Haller vererbte den Besitz 1802 ihrer verwitweten Cousine Katharina Eleonora Stromer (1735–1815). Nach dem Tod ihres Sohnes Christoph Friedrich im Jahr 1828 wurde Steinach an den vormaligen Nürnberger Konsulenten und nachmaligen Oberkonsistorialpräsidenten in München Karl Johann Friedrich (von) Roth (1780–1852) verkauft. Seine Erben verkauften das Schloss an einen Oberexpeditor Döderlein. 1892 ging der Herrensitz, damals noch weitgehend im Originalzustand erhalten, an die Familie Greiner über, die den Bau vernachlässigte, sodass 1913 er Südgiebel einstürzte. Der Nürnberger Kaufmann Johann Seifert baute ihn, unter Verlust der Sandsteinornamentik, wieder auf, änderte aber die Fenstereinteilung und das Innere des Hauses. Es folgten Familien Kirschner, Back und Schmidt, der dort eine Gaststätte eröffnete. Diese Nutzung führte zu weiteren Eingriffen in die historische Bausubstanz. Im Jahre 2001 übernahmen Roland Häring und Marianne Hubert das Schlösschen, die es seitdem innen instand setzten. Der Saal verfügt noch über eine bauzeitliche Stuckierung. Durch Abtrennung des Gartens ist allerdings ein benachbarter Neubau entstanden, der das Gesamtbild beeinträchtigt.

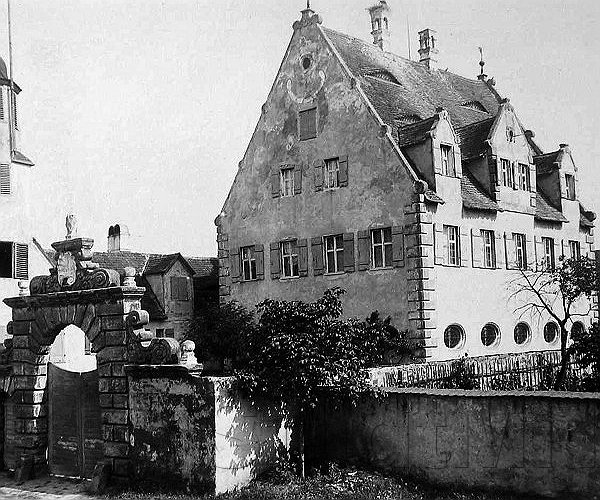
Schloss Steinach, um 1894
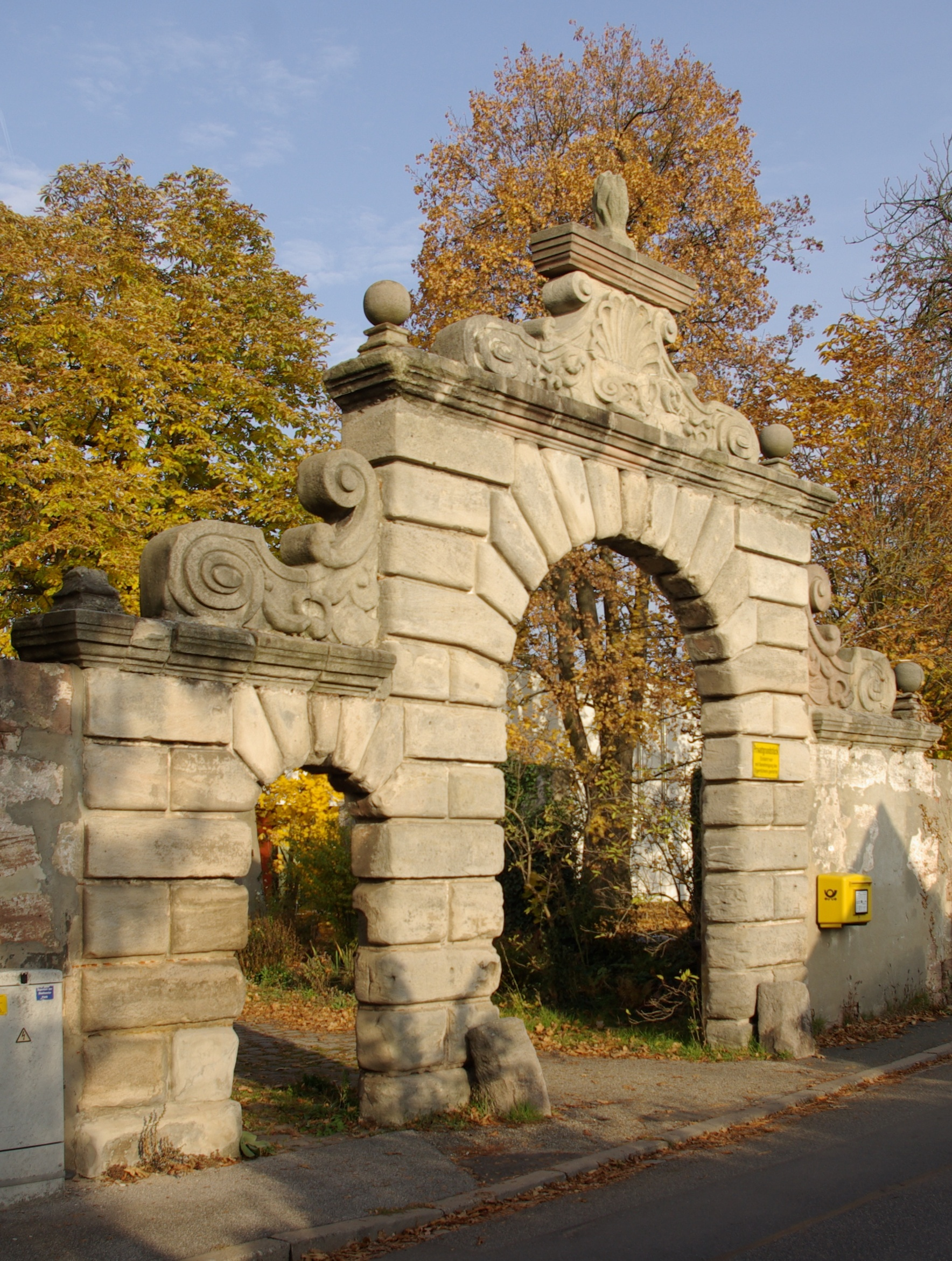
Schlosstor, 2010
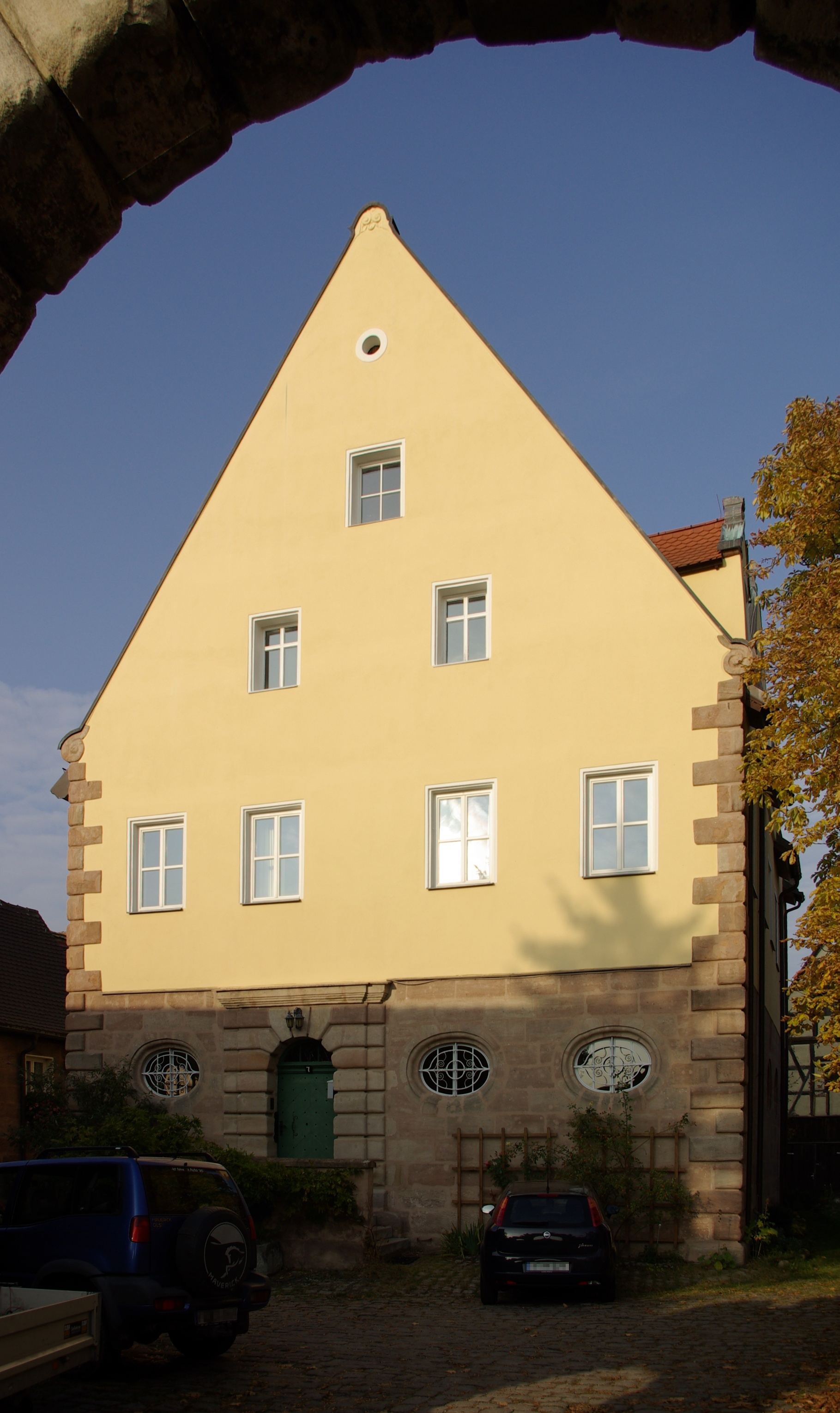
Schloss Steinach, 2011

### Ort
Gegen Ende des 18. Jahrhunderts gab es in Steinach 6 Anwesen (1 Herrensitz, 1 Schenkstätt, 4 Höfe). Das Hochgericht übte die Reichsstadt Nürnberg aus, was vom brandenburg-bayreuthischen Oberamt Baiersdorf bestritten wurde. Alleiniger Grundherr war die Burkhard von Löffelholzische Familienfideikommiss.
Von 1797 bis 1810 unterstand der Ort dem Justiz- und Kammeramt Erlangen. Im Rahmen des Gemeindeedikts wurde Steinach dem 1813 gebildeten Steuerdistrikt und Ruralgemeinde Buch zugeordnet. Mit dem Zweiten Gemeindeedikt (1818) wurde Steinach in die neu gebildete Ruralgemeinde Boxdorf umgemeindet. In der freiwilligen Gerichtsbarkeit unterstanden 8 Anwesen von 1821 bis 1830 dem Patrimonialgericht Steinach.
Das bayerische Urkataster zeigt den Weiler Steinach in den 1810er Jahren mit sechs Herdstellen und einer parkartigen Anlage.
Der Ludwig-Donau-Main-Kanal erreichte Steinach in den 1840er Jahren und östlich des Ortes verlief ab 1850 die Trasse der Ludwigs-Nord-Süd-Bahn, ohne dass es dort einen Halt gab.
Der Ludwigskanal wurde in den 1960er Jahren zugeschüttet und mit der Bundesautobahn 73 überbaut. Im Zuge der Gebietsreform in Bayern wurde Steinach am 1. Januar 1972 ein Stadtteil von Fürth.
Die Schlossummauerung wurde mit modernen Zusatzbauten und Mauerdurchbrüchen gegenüber dem Ursprungszustand verändert. Kritiker sehen darin eine der Verschandelung gleichkommende Reduzierung des denkmalpflegerischen Wertes. Unter anderem wurde in den Schlossgarten ein Gebäude gebaut, das als Tonstudio dient.

### Baudenkmäler
- Haus Nr. 1: Zugehörige Fachwerkscheune des frühen 18. Jahrhunderts auf Quadersockel.[11]
- Haus Nr. 2: Ehemaliges Bauernhaus
- Haus Nr. 3: Breit lagerndes, erdgeschossiges Wohnstallhaus, massiv und verputzt. Stattlicher, dreigeschossiger Giebel mit Gesimsteilung, Eckvoluten auch an der Giebelschräge und Inschrift „J.J. 1799“.[11]
- Haus Nr. 4: Erdgeschossiges Wohnstallhaus, Sandsteinquader, verputzt (auch der östliche Fachwerkgiebel); noch 18. Jahrhundert.[11]
- Haus Nr. 6: Ehemaliges Nebengebäude des Schlosses
- Haus Nr. 7/7a: Ehemaliges Schloss
- Haus Nr. 8: Zugehörige große Fachwerkscheune des 18. Jahrhunderts, im Südteil massiv erneuert. Sandsteinpfeiler der Hofeinfahrt mit Kugelbekrönung, ebenso wie bei Haus Nr. 9.[11]
- Haus Nr. 10: Ehemaliges Vogtshaus des Schlosses

### Einwohnerentwicklung
| Jahr      | 001818 | 001840 | 001861 | 001871 | 001885 | 001900 | 001925 | 001950 | 001961 | 001970 | 001987 |
| Einwohner | 50     | 54     | 71     | 66     | 62     | 73     | 77     | 127    | 121    | 79     | 60     |
| Häuser    | 11     | 10     |        |        | 12     | 13     | 13     | 15     | 18     |        | 18     |
| Quelle    | [ 13 ] | [ 14 ] | [ 15 ] | [ 16 ] | [ 17 ] | [ 18 ] | [ 19 ] | [ 20 ] | [ 21 ] | [ 22 ] | [ 1 ]  |

## Religion
Der Ort ist seit der Reformation evangelisch-lutherisch geprägt und nach St. Laurentius (Großgründlach) gepfarrt. Die Einwohner römisch-katholischer Konfession sind in die Dreifaltigkeitskirche (Stadeln) gepfarrt.

## Verkehr
Steinach ist mit der VGN-Buslinie 178 erschlossen. In Schmalau besteht eine weitere Zustiegsmöglichkeit zur Linie 179.